# Waskovics Andrea
Waskovics Andrea (Balmazújváros, 1992. augusztus 15. –) Junior Prima díjas magyar színésznő.

## Életpályája
1992-ben Balmazújvárosban született. 2012-ben érettségizett a debreceni Ady Endre Gimnáziumban. 2012-2017 között a Színház- és Filmművészeti Egyetem hallgatója volt. Egyetemi gyakorlatát a Nemzeti Színházban töltötte. Nevét 2016-ban anyai dédszülei után Waskovicsra változtatta meg. 2017-2018 között a Szegedi Nemzeti Színház tagja volt. 2018-tól a Vígszínház színésznője.

## Fontosabb színházi szerepei

### Vígszínház
- Wéber Kata: Egy nő anatómiája - Ewa Janina, bába
- Schwajda György: Csoda - Veronika
- C. Collodi - Presser Gábor - Sztevanovity Dusán: Pinokkió - Kékhajú
- Molnár Ferenc: Az üvegcipő - Irma
- William Shakespeareː Szentivánéji álom - Hermia
- Czukor Balázs-Kovács Krisztinaː Béranyák - Szereplő
- Jacques Prévert-Kovács Adrián-Vecsei H. Miklós-ifj. Vidnyánszky Attila: Szerelmek városa - Nátáli
- J. M. Synge: A nyugat császára - Pegeen
- Florian Zeller: Az apa - Laura
- William Shakespeare: Lóvátett lovagok - Julka, parasztlány
- Kovács Adrián-Vecsei H. Miklós-ifj. Vidnyánszky Attila: A nagy Gastby - Daisy Buchanan
- Lev Tolsztoj: Anna Karenina - Dolly Oblonszkaja
- Bertolt Brecht: Baal - Emilie
- Charlie Chaplin: A diktátor - Titkosügynöknő
- Molnár Ferenc: Liliom - Marika

### Szegedi Nemzeti Színház
- Molnár Ferenc: Színház / Az ibolya - Helén, Ilonka (az Ibolya)
- Papp András–Térey János: Kazamaták - Kacsa, pultosnő a Potyka csárdában
- Németh Ákos: Tél - Elvira
- Friedrich Dürrenmatt: János király - Kasztíliai Blanka, János unokahúga
- Anton Pavlovics Csehov: Ványabácsi - Szofja Alekszandrovna (Szonya), Szerebrjakov leánya az első házasságából

### Nemzeti Színház
- Szilágyi Andor: Tóth Ilonka - Tóth Ilonka
- Bertolt Brecht: Galilei élete - Virgina, Galilei lánya
- Sarkady-Nádasdy-Fábri-Vincze: Körhinta - Mari

## Filmes és televíziós szerepei
- Aranyélet (2016) - Fiatal Miklósi Janka
- Egynyári kaland (2018–2019) - Kökény
- The age of criminals (2018)
- Nofilter (2019) - Szonja
- Eltörölni Frankot (2021) - Goldschmidt Anna
- Nagykarácsony (2021) - Ottó édesanyja
- Blokád (2022) - Stewardess
- Semmelweis (2023) - Ápoló a Bábaképzőben
- Lepattanó (2024) - Erika

## Díjai
- Ajtay Andor-emlékdíj (2020)
- Junior Prima díj (2020)[11]
- Ruttkai Éva-emlékgyűrű (2023)[12]
- Arany Medál-díj (2024)[13]